# Přemyšl
Přemyšl (polsky Przemyśl výslovnost  ['přemyšl]IPA, latinsky Premislia, ukrajinsky Перемишль, německy Premissel) je historické město v polské Haliči na řece San, 12  km od hranice s Ukrajinou. V současné době náleží město k Podkarpatskému vojvodství.

## Historie města

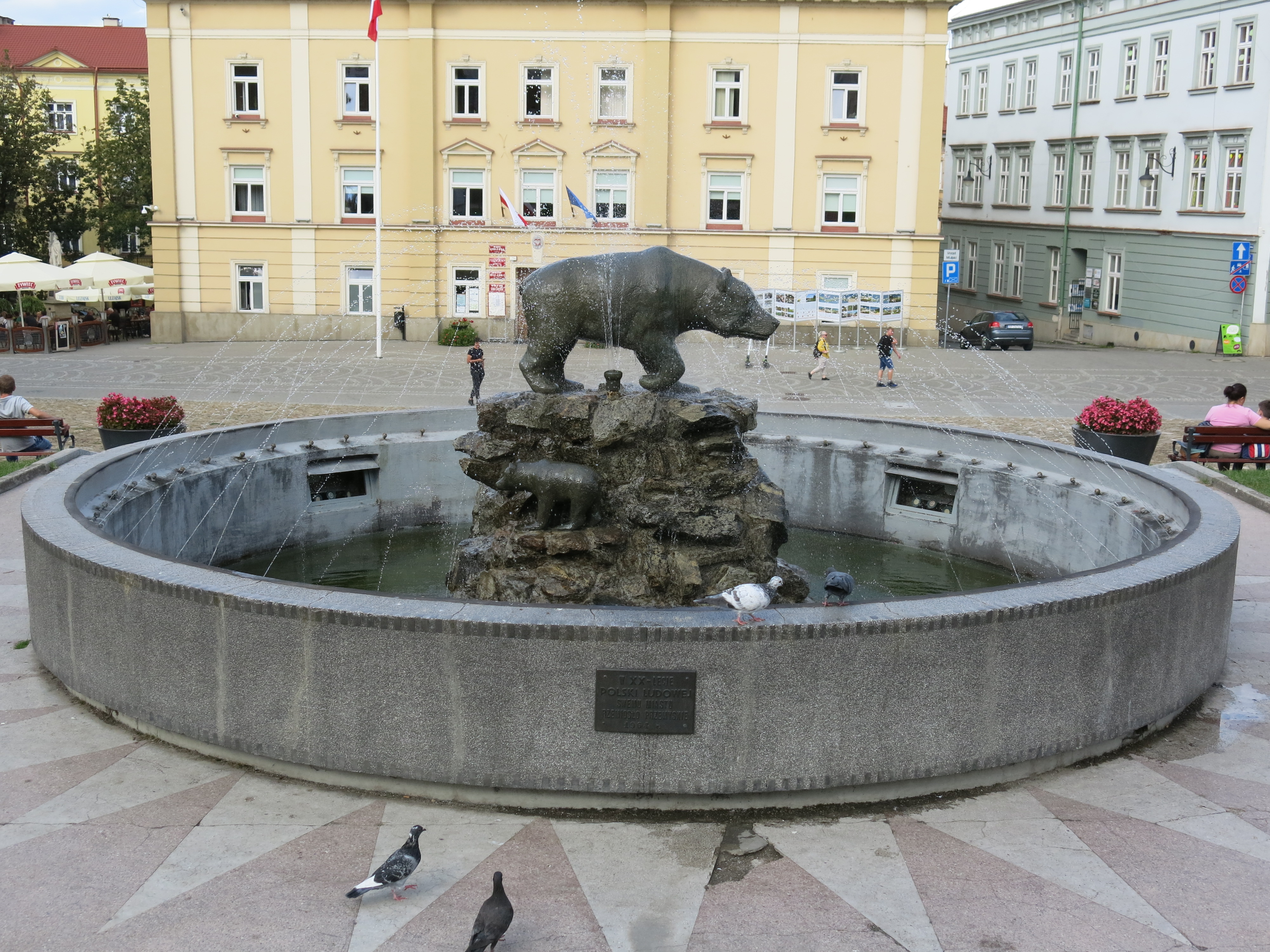
Fontána na Rynku v Přemyšlu

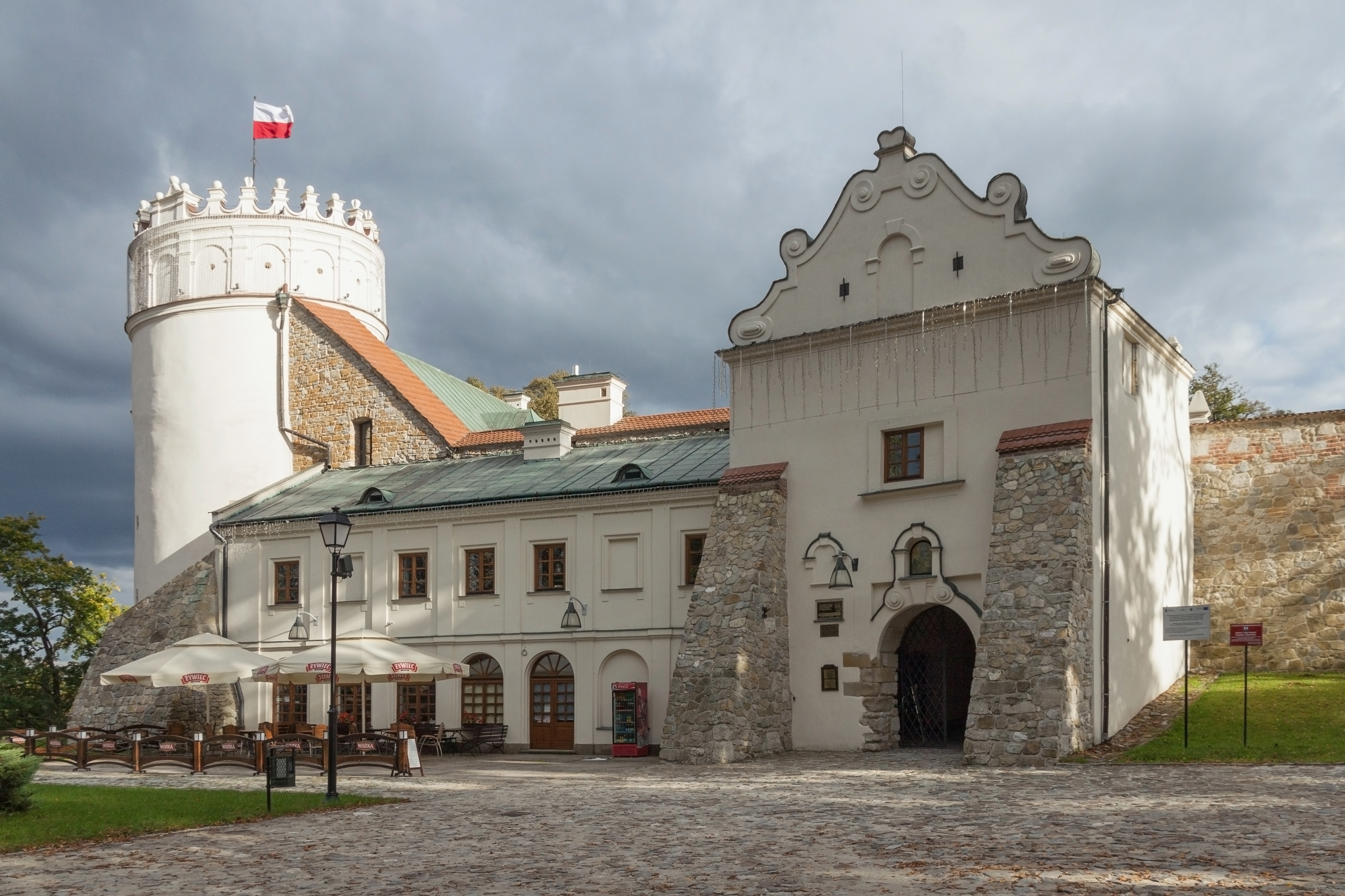
Kazimírovský zámek – hlavní vchod

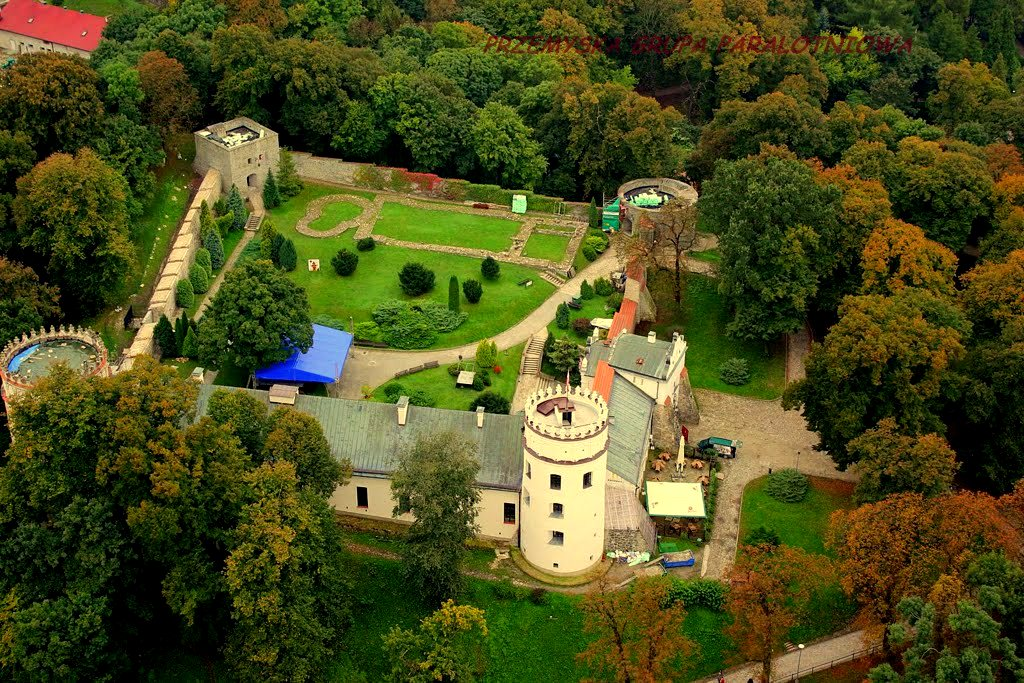
Kazimírovský zámek z ptačí perspektivy

Město Přemyšl je jedním z nejstarších měst v Polsku. První zdrojové reference o Přemyšlu jsou datovány před rok 981 a nacházejí se v staroruském letopisu, v tzv. "Povest vremennych let " ("Pověst dávných let"), za autora této kroniky je považován Nestor, mnich pečerského kláštera v Kyjevě. Popisují získání hradišť Přemyšl, Červieně a dalších Vladimírem I. Velikým (kníže Kyjevské Rusi).
Přemyšl je také jedním z mála měst, které zmiňují hebrejské zdroje. Nejstarší z nich je svědectví Jehudy ben Kohena z let 1028–1040, týkající se únosu židovského chlapce z města Primisz (Premisz) na trh s otroky v Praze.
V raném středověku byl Přemyšl jedním z historických hradů rodu Červieňských, od roku 981 byl předmětem soupeření ze strany Polska, Rusi a Maďarska. Následně, kromě jiného, byl částí Haličské Rusi a také hlavním městem samostatného knížectví. Po roce 1344 se stal hlavním městem rozlehlé přemyšlské oblasti. Po prvním dělení Polska (1772) se dostal pod nadvládu Habsburské monarchie, v období haličské autonomie byl Přemyšl přebudován do významné pevnosti (tzv. "Pevnost Přemyšl") s rozsáhlou vojenskou posádkou. Pevnost Přemyšl v polských rovinách měla zabránit postupu ruských armád na důležitá města Vídeň a Pešť (pozdější Budapešť). Po Lvovu a Krakovu se stal třetím největším městem Haliče. V letech 1920–1939 se dostal do lvovského vojvodství, v letech 1945–1975 do vojvodství Řešov (Rzeszów), v letech 1975–1998 byl hlavním městem vojvodství Přemyšl. V současnosti je městem okresním. Jsou zde sídla dvou církevních metropolí katolické církve: latinského obřadu (římskokatolické) a byzantského obřadu (řeckokatolické).
Přemyšl patří do skupiny nejstarších a nejkrásnějších polských měst. Jeho tisíciletá turbulentní historie byla neoddělitelně spjata s osudem celého polsko-litevského společenství. Město leží na úpatí Karpat a může se pochlubit bohatstvím více než tisícem památek, zaujme svou nezapomenutelnou krajinou strmých ulic, starobylými budovami a věžemi starých kostelů a bývá nazýváno „Turistickým srdcem Východu“
Dle nařízení prezidenta Polské republiky byl, dne 10. prosince 2018, zapsán komplex "Pevnost Přemyšl" a staroměstská část Přemyšle, do tzv. "Pomniku historii" (seznam významných historických památek Polska).

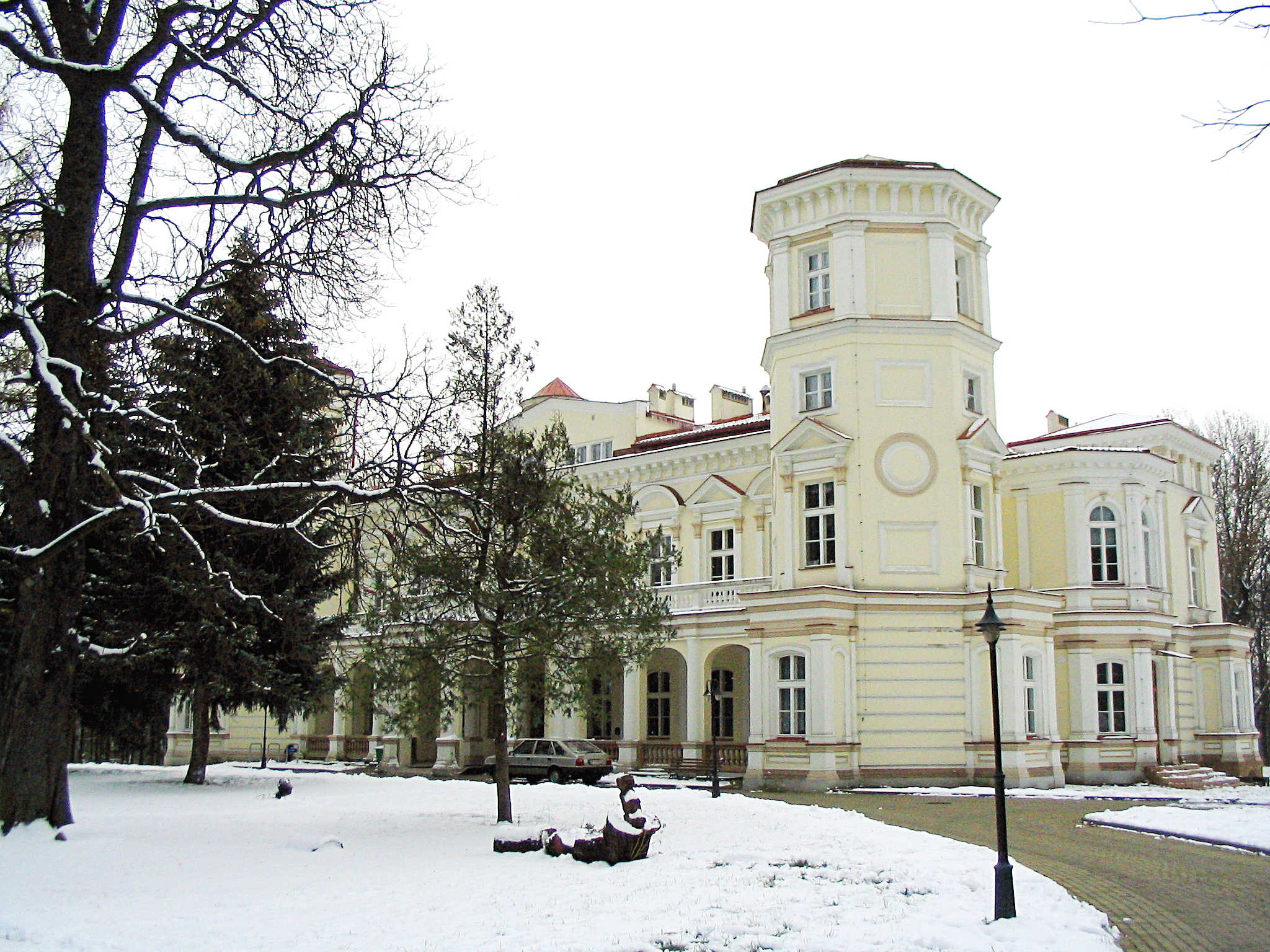
Palác Lubomírských v Přemyšlu

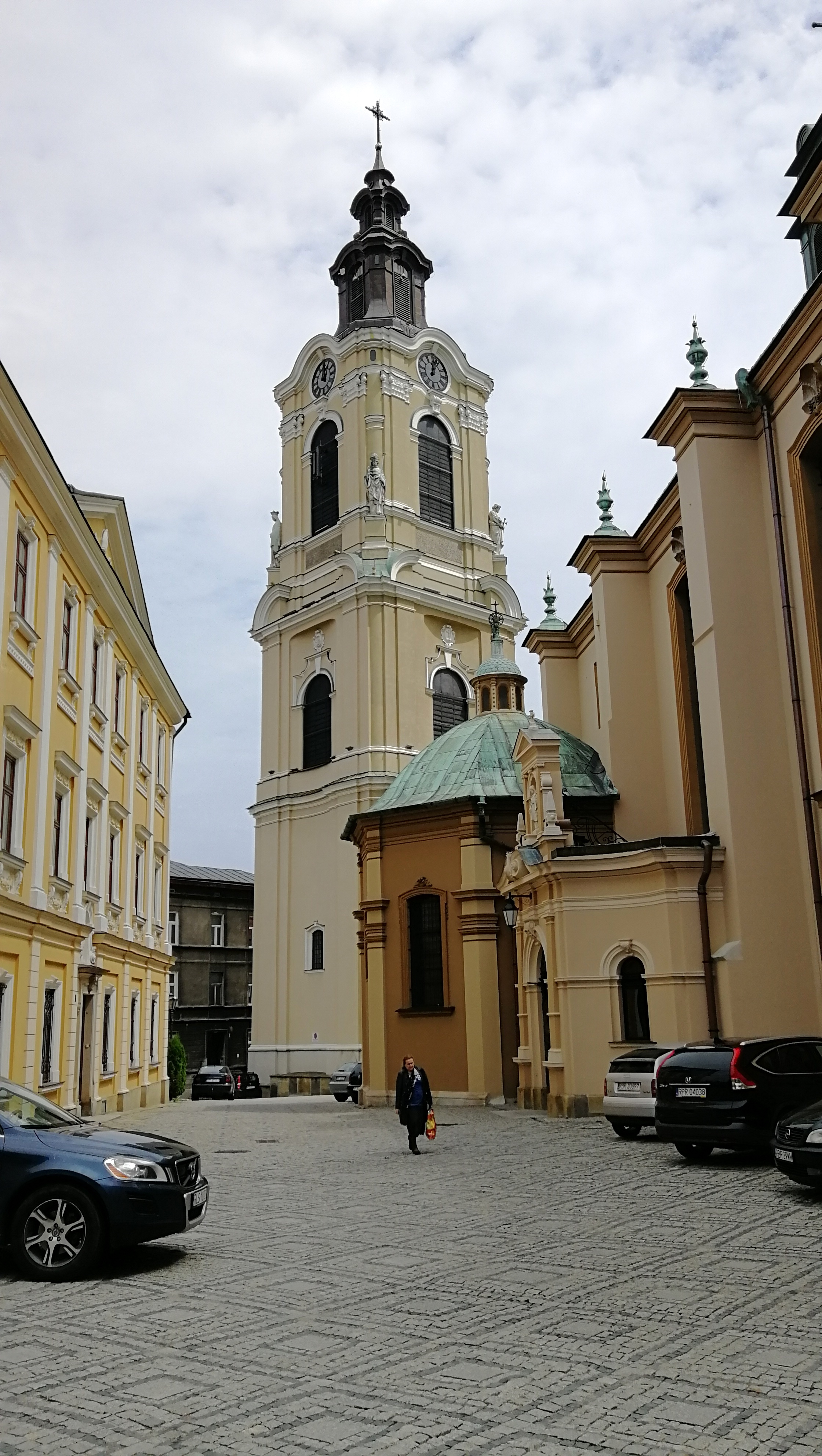
Katedrála Nanebevzetí Panny Marie a sv. Jana Křtitele

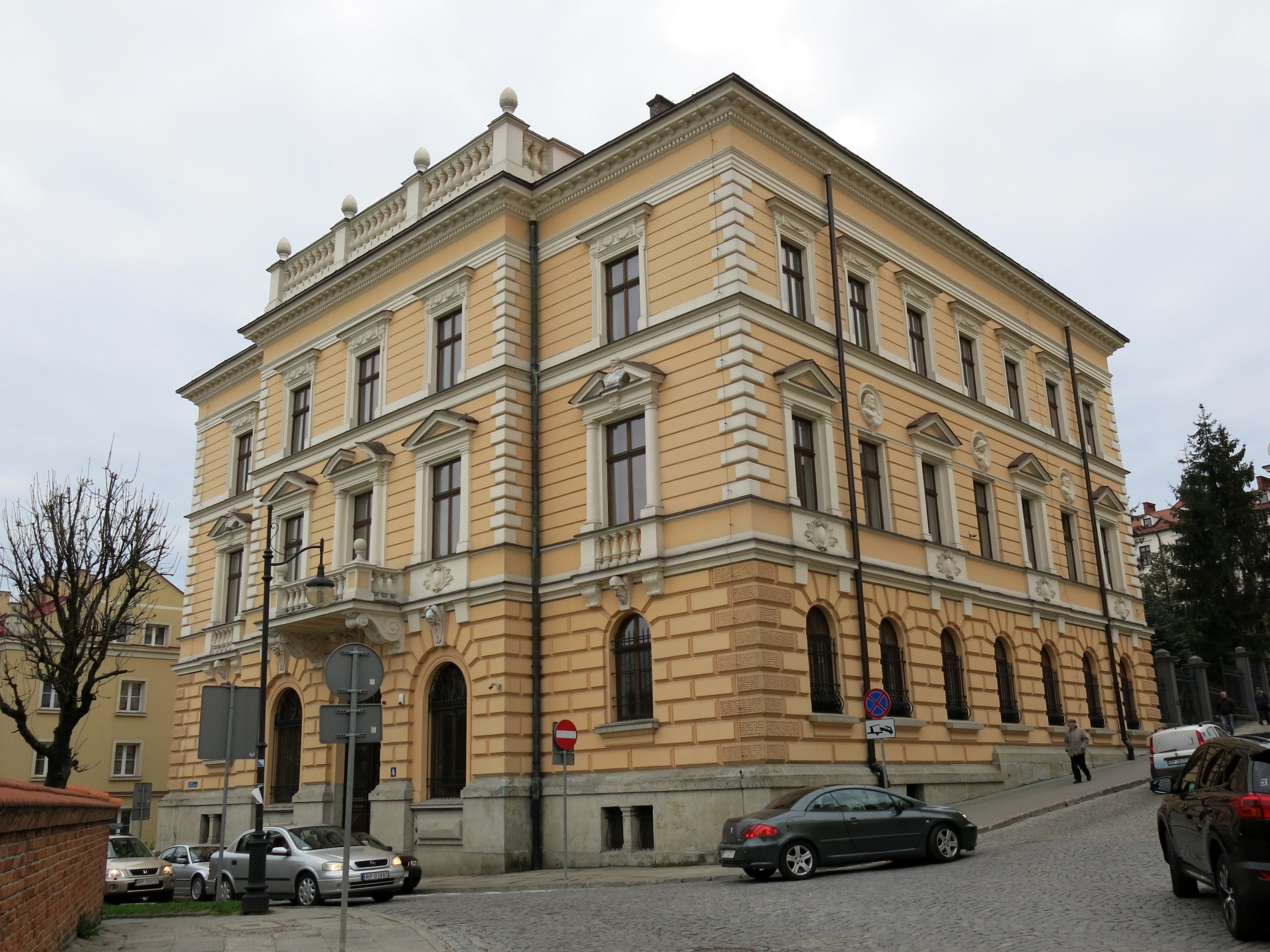
Palác řeckokatolických biskupů, Přemyšl

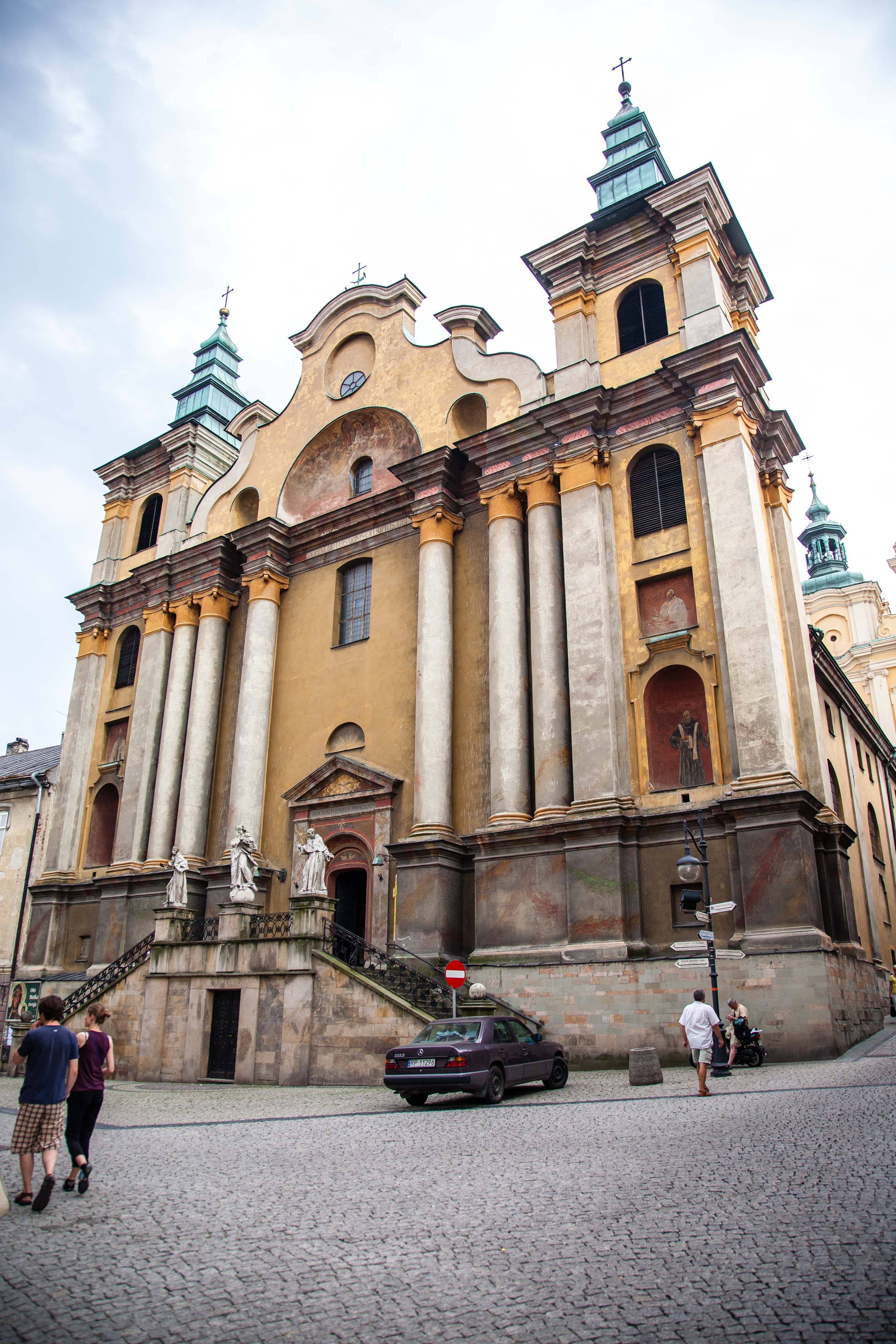
Kostel sv. Magdalény

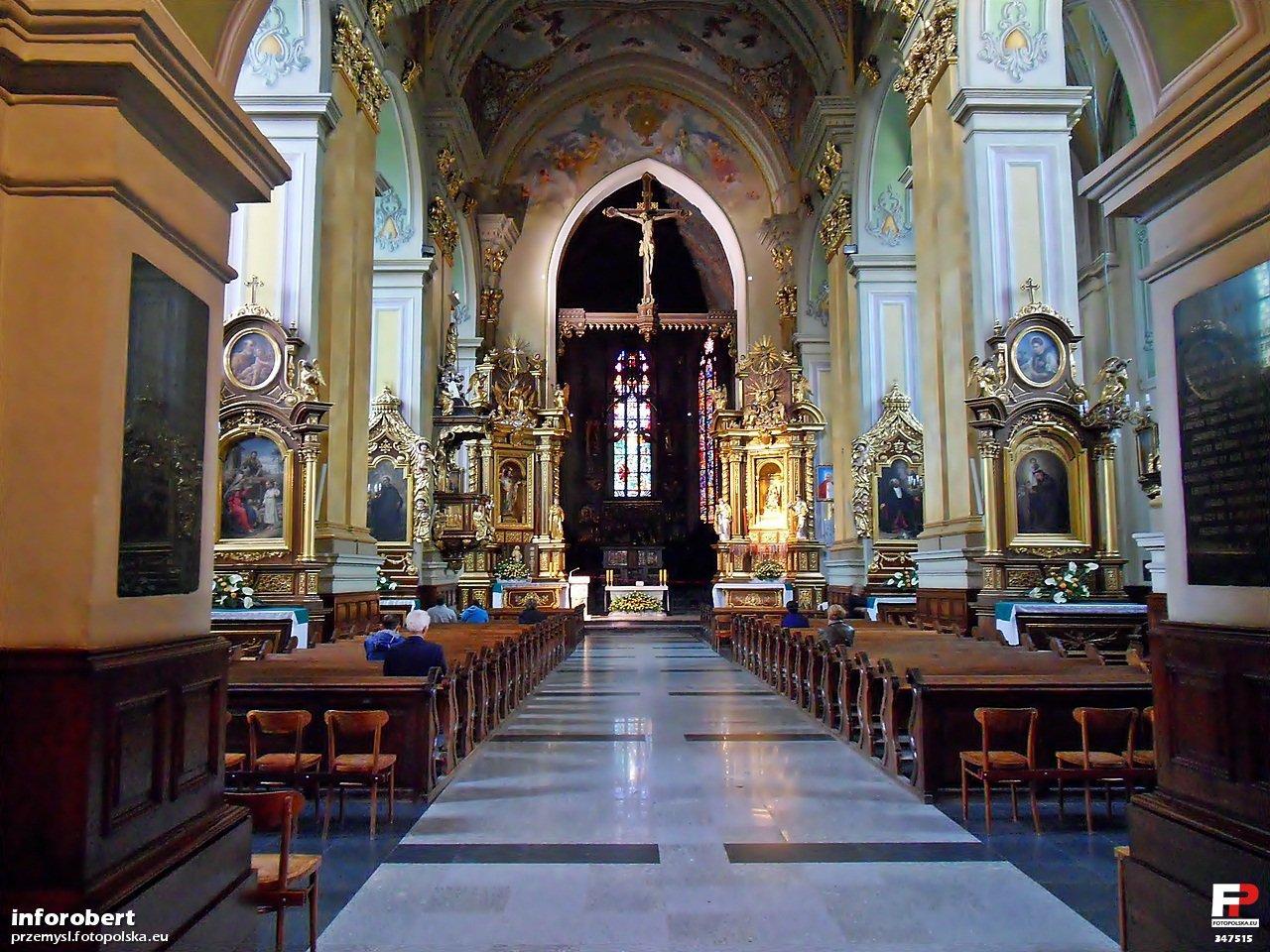
Katedrála Nanebevzetí Panny Marie a sv. Jana Křtitele

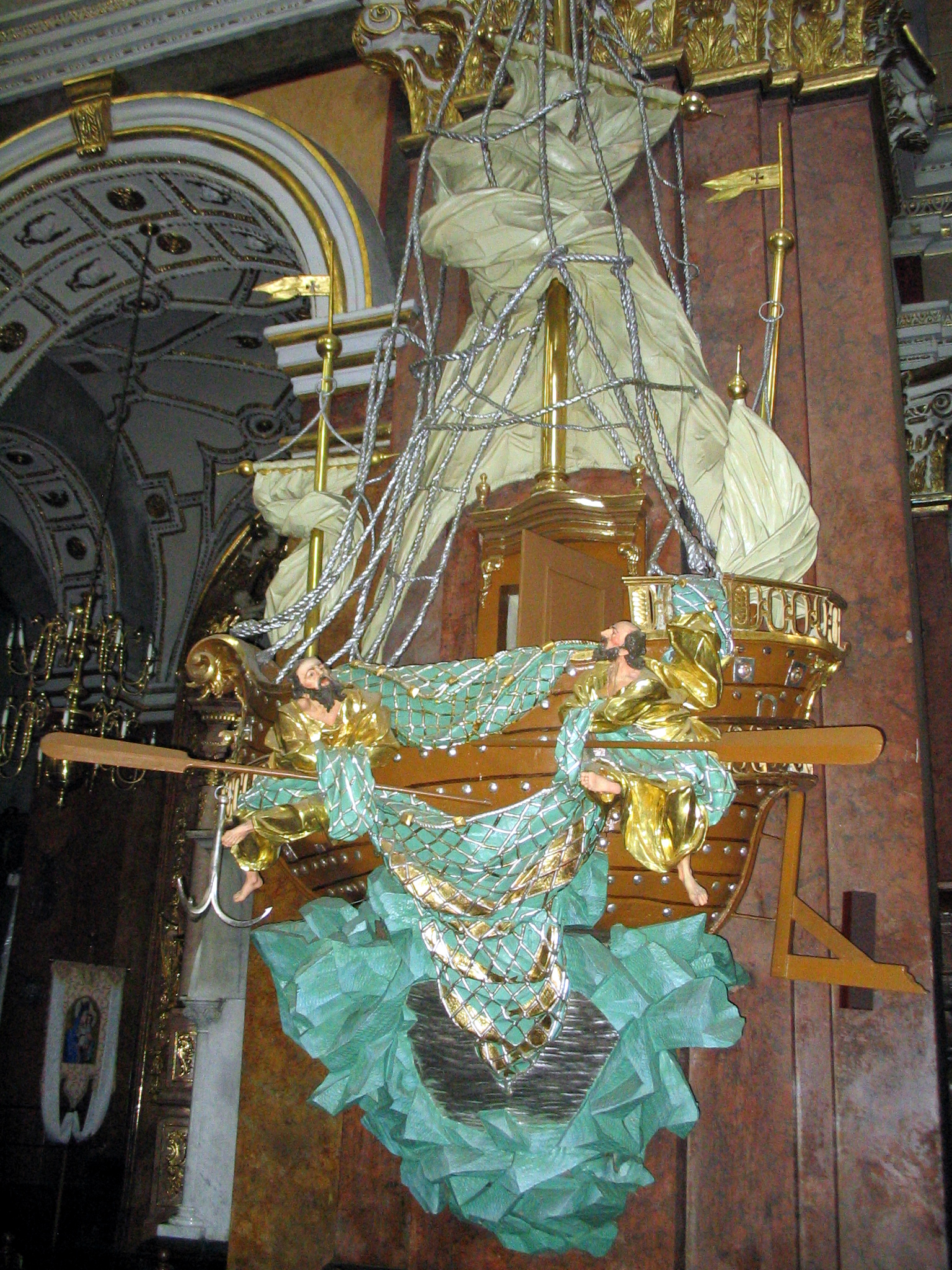
Kostel sv. Terezy – kazatelna ve tvaru lodě sv. Petra

## Důležitá data z historie města Přemyšl
- 981 – nejstarší zmínka o hradu Přemyšl
- 1340 – opětovné připojení Přemyšlské země k Polsku Kazimírem Velikým (1333–1370)
- 1389 – 1. října, zpětné uvedení Přemyšlu pod Magdeburské právo Vladislavem Jagellem (1351–1434)
- 1657 – hrdinská obrana Přemyšlu proti invazi Rákócziho armády (Jiří II. Rákóczi: 1621–1660)
- 1667 – zahájení veřejné pošty s trvalým spojením do Krakova, Lvova a Lublina
- 1672 – tatarský tábor u Kormanic byl rozbit přemyšlovskými měšťany
- 1772 – obsazení Přemyšlu rakouskou armádou (1. dělení Polska)
- 1854 – začíná výstavba Pevnosti Přemyšl
- 1859 – železniční spojení s Krakovem, tzv. trať Karla Ludvíka (1833–1896)
- 1869 – založení amatérské dramatické společnosti "Fredreum"
- 1897 – nalezení v Přemyšlu tzv. byzantské gemmy (magický amulet), pocházející z 9./10. století
- 1908 – založení první továrny na dýmky Čechem Vincentem Svobodou
- 1910 – vytvoření Národního muzea Přemyšlské země
- 1914 – 26. září – obléhání města ruskou armádou
- 1915 – 22. března – kapitulace pevnosti Přemyšl
- 1918 – boje o Přemyšl, získání nezávislosti, vytvoření Přemyšlské posádky
- 1939 – vypuknutí 2. světové války, město pod okupací německou (západní část) a sovětskou (východní část), hranicí byla řeka San
- 1975 – Přemyšl se stává hlavním městem vojvodství (kraje) Přemyšl
- 1989 – říjen, 600. výročí obnovy městských práv
- 1995 – Rada Evropy ocenila Přemyšl evropskou vlajkou
- 1999 – Přemyšl ztratil postavení krajského města a získal status okresního města
- 2005 – od 23. března má Přemyšl, vedle znaku, další symbol městské správy – vlajku města Přemyšl
- 2018 – Komplex starého města v Přemyšlu a Pevnost Přemyšl byly uznány jako „Historické památky“
- 2022 – město hlavní vstupní branou do Evropské unie pro ukrajinské uprchlíky prchající před ruským terorem

## Pamětihodnosti, zajímavosti
V Přemyšlu je největší počet historických budov z celého Podkarpatského vojvodství a v tomto ohledu patří rovněž i na přední místo v celém Polsku. Souvisí s tím i fakt, že zde má sídlo Zemský úřad pro ochranu památek.

### Zámky, paláce
- Kazimírovský zámek (Zamek Kazimierzowski) – al. 25 Polskiej Drużyny Strzeleckiej 1 (49°46′49,65″N 22°45′54,37″E)
- Palác Lubomírských (Pałac Lubomirskich w Przemyślu) – ul. Tymona Terleckiego 6 (49°46′25″N 22°47′36″E)
- Palác řeckokatolických biskupů (Pałac Biskupów Greckokatolickich w Przemyślu) – pl. Czackiego 3 (N 49°46.85458', E 22°46.26208')

### Katolické kostely a kláštery
- Katedrála Nanebevzetí Panny Marie a svatého Jana Křtitele (Bazylika Archikatedralna Wniebowzięcia NMP i św. Jana Chrzciciela w Przemyślu) – pl. Katedralny (49°46′51″N 22°46′05″E)
- Kostel svaté Marie Magdalény a Neposkvrněné Matky Boží (Kościół św. Marii Magdaleny i Matki Bożej Niepokalanej) – ul. Franciszkańska 2a (49°46′53″N 22°46′14″E)
- Kostel svaté Terezy a klášter bosých karmelitánů (Kościół i klasztor Karmelitów bosych w Przemyślu) – ul. Karmelicka 1a (49°46′48″N 22°46′16″E)
- Kostel svatého Jana Křtitele (Sobór św. Jana Chrzciciela) – ul. Katedralna (49°46'52.416"N, 22°46'13.310"E)
- Kostel svatého Antonína Paduánského (Kościół św. Antoniego Padewskiego) – ul. Jagiellońska 2 (49°46′57″N 22°46′29″E)
- Kostel Nejsvětější Trojice (Kościół Trójcy Przenajświętszej) – Plac Konstytucji 3 Maja 8 (49°47′09″N 22°46′01″E)
- Kostel svatého Josefa (Kościół Salezjanów) – św. Jana Nepomucena 3 (49°47′15″N 22°45′41″E)
- Kostel Panny Marie Karmelské (Kościół Matki Bożej Szkaplerznej) – ul. Tatarska 7 (49°46′44″N 22°46′12″E)
- Kostel Panny Marie Ustavičné pomoci (Kościół Matki Bożej Nieustającej Pomocy) – Zygmunta Zielińskiego 23 (49°46′56″N 22°47′47″E)
- Kostel svatého Jana Apoštola (Kościół św. Jana Apostoła) – ul. Przejazdowa 11/čtvrť Przekopana (49°47′11,09″N 22°45′48,08″E)
- Kostel a klášter Panny Marie Bolestné (Cerkiew i klasztor pw. Matki Bożej Bolesnej) – Grunwaldzka 12 (49°47′11,09″N 22°45′48,08″E)

### Synagogy
- Nová synagoga (Nowa Synagoga w Przemyślu) – Juliusza Słowackiego 15 (49°46′52″N 22°46′34″E)
- Synagoga Zasaňská (Synagoga Zasańska w Przemyślu) – plac Unii Brzeskiej 6 (49°47′13″N 22°45′54″E)
- Nejstarší synagoga – neexistuje
- Stará synagoga – neexistuje
- Synagoga Tempel – neexistuje

### Významné stavby, pomníky, ostatní
- Budova bývalého Řeckokatolického teologického semináře (Budynek Greckokatolickiego Seminarium Duchownego w Przemyślu) – ul. Basztowa 13 (49°46′47″N 22°46′27″E)
- Hodinová věž (Wieża zegarowa w Przemyślu) – ul. Władycze 3 (N 49°46.91035', E 22°46.41862')
- Budova Národního muzea Přemyšlska (Budynek Narodowego Muzea Ziemi Przemyskiej) – pl. Berka Joselewicza 1 (N 49°46′ 59,23″, E 22°46′ 18,26″)
- Lidový dům (Narodnyj Dim w Przemyślu) – ul. Kościuszki 5 (N 49°46′59,98″, E 22°46′2,99″)
- Pomník sedícího Švejka (Ławeczka Józefa Szwejka w Przemyślu) – Rynek (49°46′56,9″N 22°46′07,0″E)
- Pevnost Přemyšl

Počátkem 20. století byla Pevnost Přemyšl ("Twierdza Przemyśl") jednou z největších pevností v moderní Evropě. Během první světové války se stala místem krvavých bojů. Bojovali zde Rakušané, Maďaři, Rusové, Němci, Češi, Poláci a Italové. Často bývá přirovnávána k francouzskému Verdunu, tzv. "Východní Verdun". Dnes se stala památníkem bitvy národů 1914-1915, rozprostírá se v nádherné krajině Podkarpacka, na malebných kopcích obklopených lesy.
Z komplexu pevnosti, zničené v den její kapitulace (22. března 1915), existují již jen zříceniny. Pevnost Přemyšl je kulturní dědictví nejen pro obyvatele Přemyšlu, ale pro všechny evropské národy. Obranná díla pevnosti ukazují průřez rakouským obranným uměním. Počínaje hradbami prvního opevněného tábora z let 1854-55, přes dělostřelecké pevnosti konce 70. a 80. let 19. století, obrněné pevnosti konce 19. století a končící polním opevněním z let 1914 a 1915. Za zmínku stojí zejména skutečnost, že kolem zbytků staveb této pevností, doposud převážně neabsorbované městem, zůstala krajina od 1. světové války nezměněna – krajina bojiště. Zachovaly se relikvie kamufláží, rokokových silnic, pohledových spojení pevností i zbytků četných zákopů vyplňujících prostor mezi pevnostmi.
Dnes se ruiny pevností staly tím, co byly staré hrady pro romantiky. Nepoužité, často ztracené v lese, tiché, monumentální a tajemné, staly se zdrojem mnoha legend a příběhů.
Areál Pevnosti Přemyšl je vhodný pro objevování pěšky, na kole nebo na koni (v zimě i na lyžích).
Pevnost Přemyšl byla 10. prosince 2018 uznána jako historická památka na základě nařízení prezidenta Polské republiky.

### Muzea
- Národní muzeum Přemyšlska (Muzeum Narodowe Ziemi Przemyskiej) – pl. Berka Joselewicza 1 (49°46′ 59,23″N, 22°46′ 18,26″E)
- Muzeum dýmek a zvonů – ul. Władycze 3 (49°46.91035'N, 22°46.41862'E)
- Muzeum historie města Přemyšl – Rynek 9 (49°46'56.162"N, 22°46'12.952"E)
- Arcidiecézní muzeum svatého Józefa Sebastiana Pelczara – Plac Katedralny 2, 3 (49°46′ 50,8080″N, 22°46′ 03,5400″E)
- Muzeum "Pevnosti Přemyšl"
- Fort W VIII „Łętownia” (Kuńkowce)
- Fort VII 1/2 „Tarnawce” w Ostrowie

## Ekonomika
Přemyśl se vyznačuje diverzifikovanou ekonomickou strukturou, která zahrnuje průmysl, obchod a služby. Město je domovem řady podniků, které hrají klíčovou roli na místním trhu práce.
Mezi největší zaměstnavatele v Přemyśli patří:
- Piotruś Pan Plus Sp. z o.o. – regionální maloobchodní řetězec působící v sektoru rychloobrátkového spotřebního zboží, spravující 44 prodejen a dva distribuční sklady, zaměstnávající přibližně 1 000 lidí.

- Inglot Sp. z o.o. – mezinárodní výrobce dekorativní kosmetiky, zaměstnávající přes 1 300 lidí.
- Fibris S.A. – výrobce tvrdých a porézních dřevovláknitých desek, který nabízí stabilní zaměstnání na základě pracovní smlouvy.
- Hensfort Sp. z o.o. – výrobce oken a dveří, zaměstnávající jak výrobní pracovníky, tak specialisty v obchodním a technickém oddělení.
- Zakłady Automatyki „POLNA” S.A. – výrobce průmyslových a topenářských automatizačních zařízení, nabízející zaměstnání pro obchodní specialisty, technology a výrobní pracovníky.
- Euroterm TGS Sp. z o.o. – dodavatel sanitárních, topenářských a ventilačních materiálů, zaměstnávající skladníky a specialisty zákaznického servisu.
- Alkor Sp. J. – dodavatel feroslitin a neželezných kovů pro ocelárny a slévárny, zaměstnávající pracovníky ve výrobním a logistickém oddělení.
- Zakłady Chemii Gospodarczej Pollena-Astra Sp. z o.o. – výrobce domácích chemikálií, který nabízí pracovní místa ve výrobě, kontrole kvality a logistice.[1]

Přítomnost těchto společností přispívá k ekonomickému rozvoji Přemyšle a ovlivňuje formování místního trhu práce.

## Osobnosti
Zofia Bystrzycka (1922–2011), polská prozaička a válečná zpravodajka

## Partnerská města
- Paderborn, Německo
- South Kesteven, Spojené království
- Eger Maďarsko
- Lvov, Ukrajina
- Truskavec ,Ukrajina
- Kamenec Podolský, Ukrajina

## Podnebí
| Přemyšl – podnebí           | Přemyšl – podnebí | Přemyšl – podnebí | Přemyšl – podnebí | Přemyšl – podnebí | Přemyšl – podnebí | Přemyšl – podnebí | Přemyšl – podnebí | Přemyšl – podnebí | Přemyšl – podnebí | Přemyšl – podnebí | Přemyšl – podnebí | Přemyšl – podnebí | Přemyšl – podnebí |
| Období                      | leden             | únor              | březen            | duben             | květen            | červen            | červenec          | srpen             | září              | říjen             | listopad          | prosinec          | rok               |
| --------------------------- | ----------------- | ----------------- | ----------------- | ----------------- | ----------------- | ----------------- | ----------------- | ----------------- | ----------------- | ----------------- | ----------------- | ----------------- | ----------------- |
| Průměrné denní maximum [°C] | 1                 | 2                 | 7                 | 15                | 20                | 22                | 25                | 25                | 20                | 15                | 8                 | 3                 | 14                |
| Průměrné denní minimum [°C] | −4                | −3                | 0                 | 4                 | 9                 | 12                | 14                | 14                | 9                 | 5                 | 1                 | −3                | 5                 |
| Průměrné srážky [mm]        | 42                | 44                | 45                | 54                | 77                | 71                | 80                | 55                | 60                | 46                | 42                | 44                | 660               |
| Zdroj:                      |                   |                   |                   |                   |                   |                   |                   |                   |                   |                   |                   |                   |                   |

## Galerie

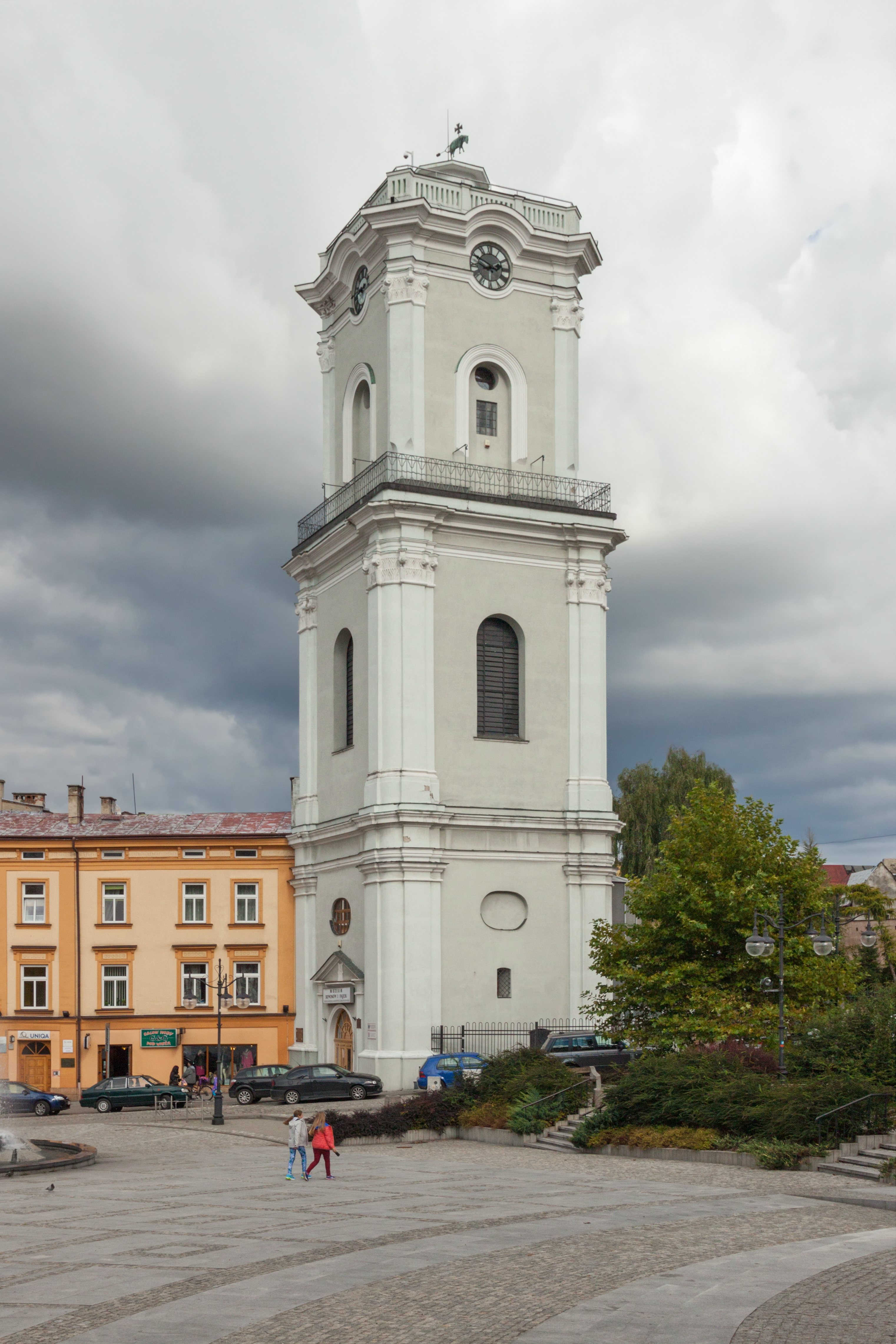
Hodinová věž
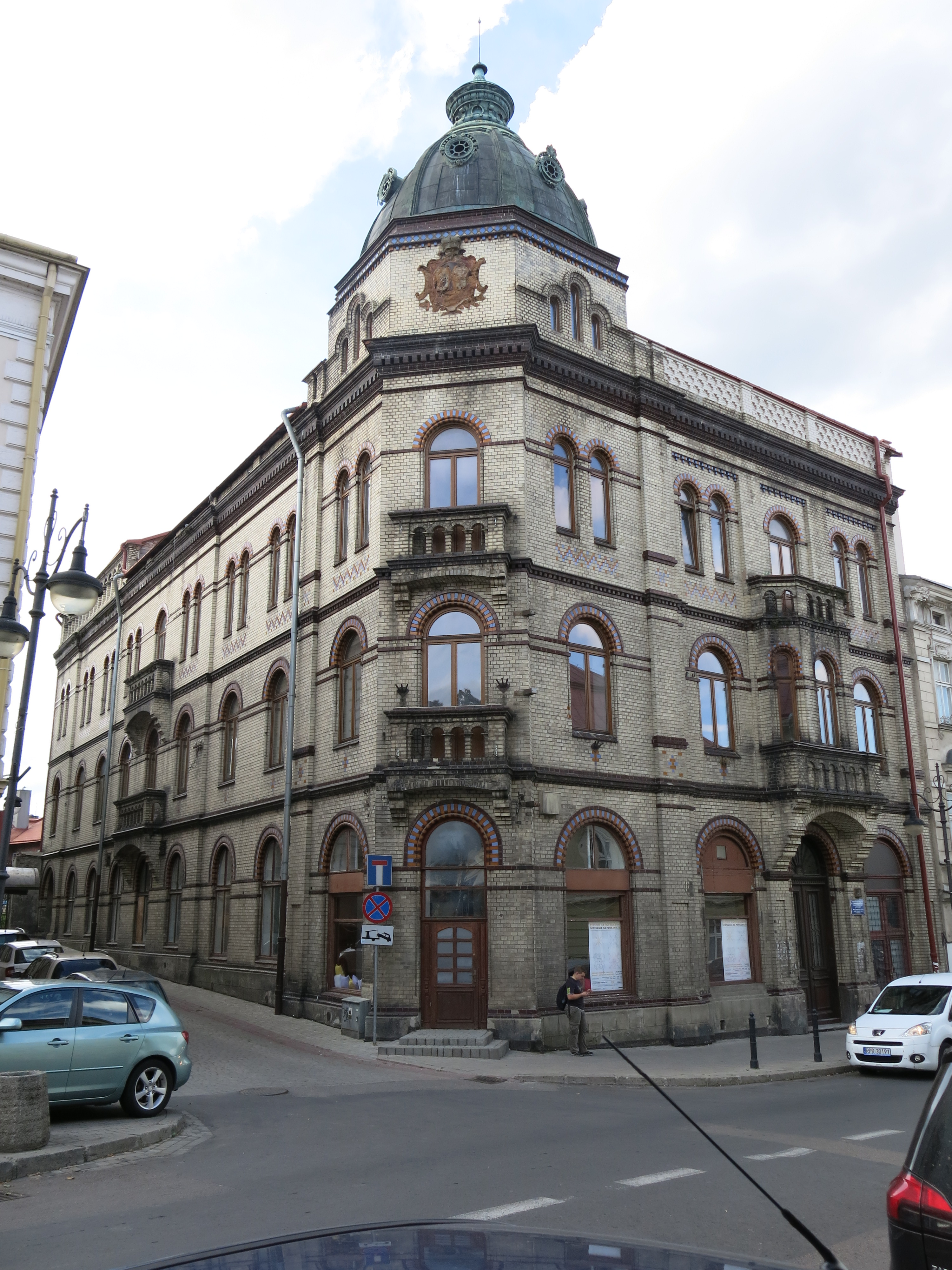
Kulturně společenská a administrativní budova Ukrajinců
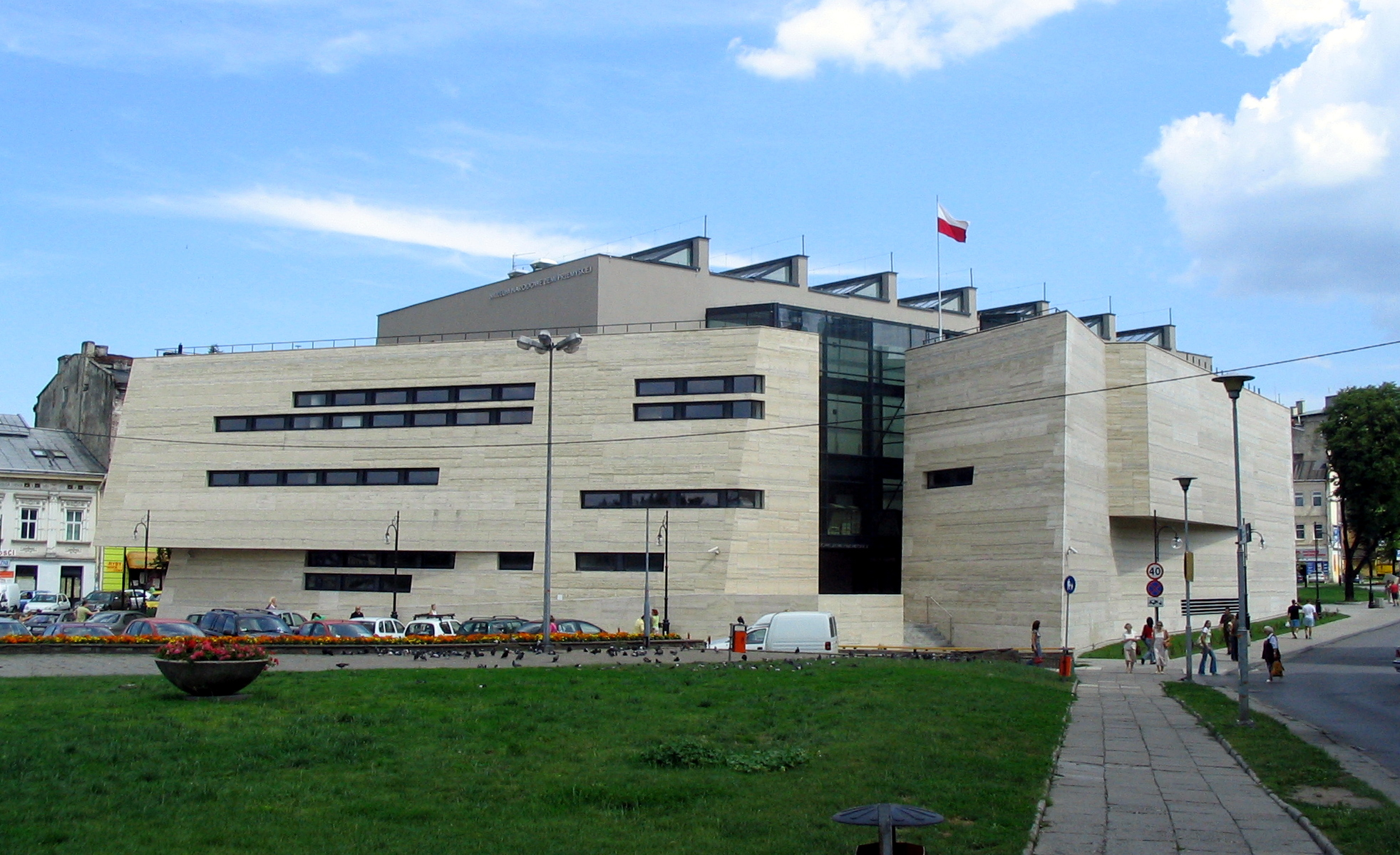
Národní muzeum Přemyšlska
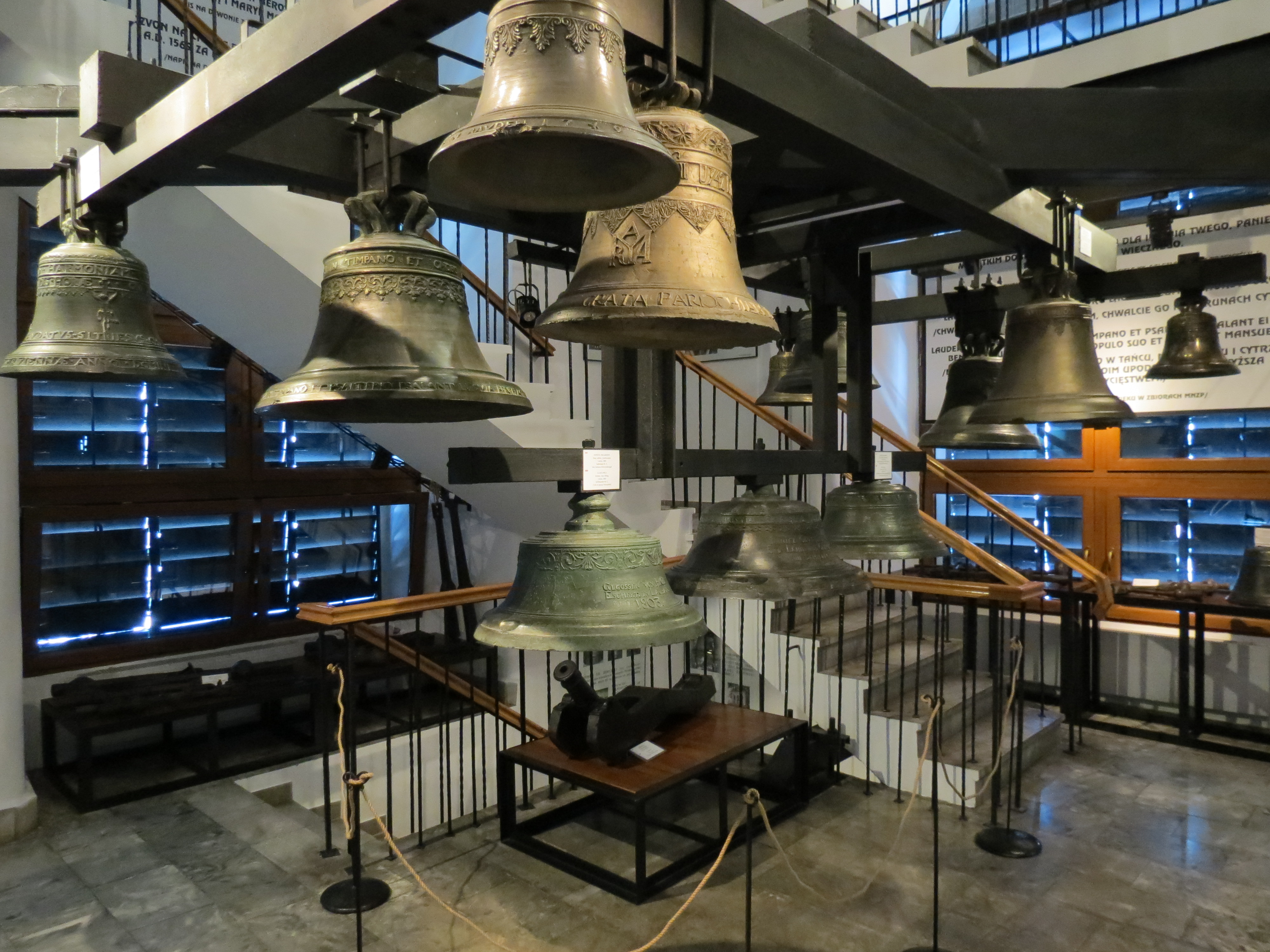
Muzeum zvonů a dýmek (Hodinová věž)
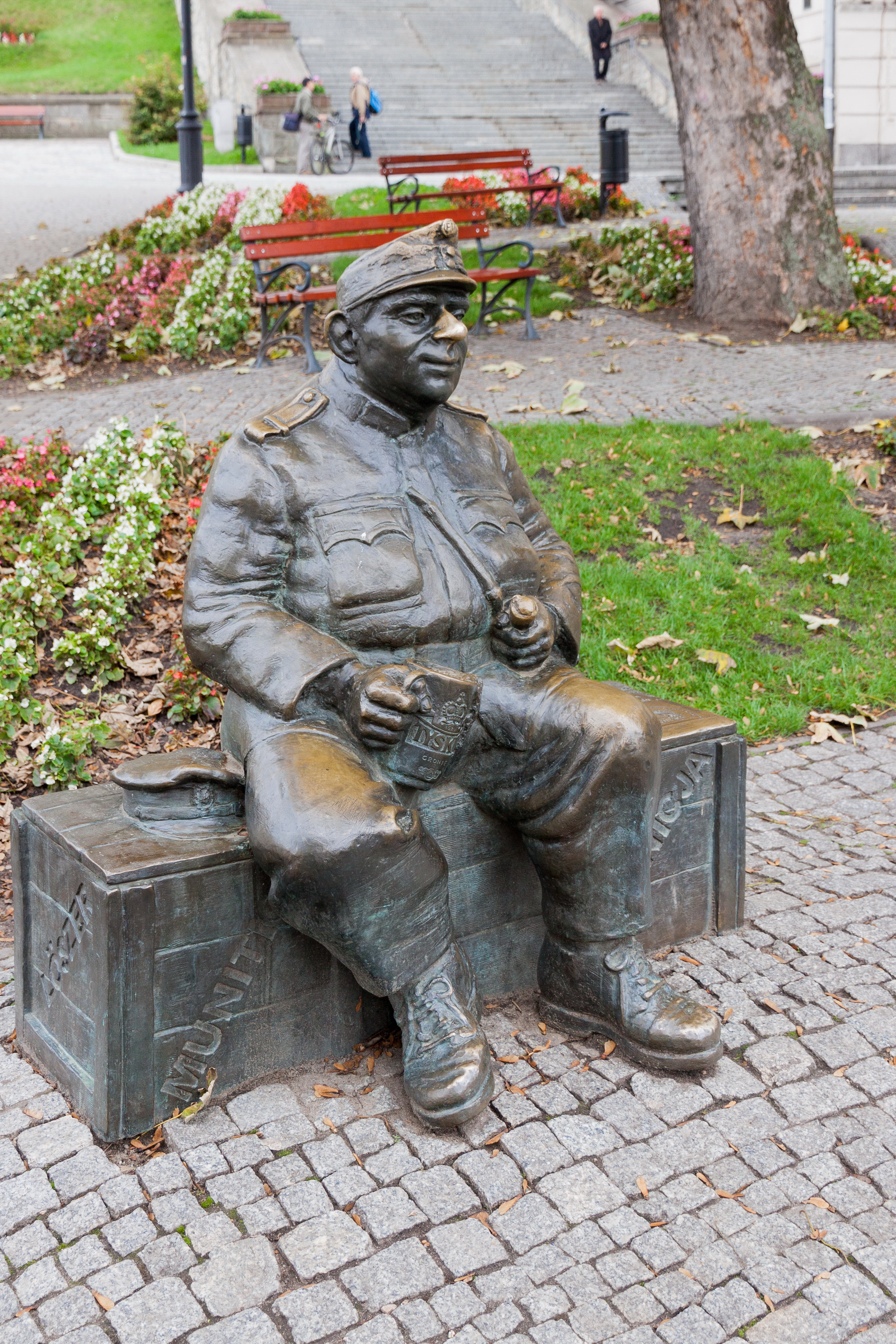
Pomník Josefa Švejka na Rynku
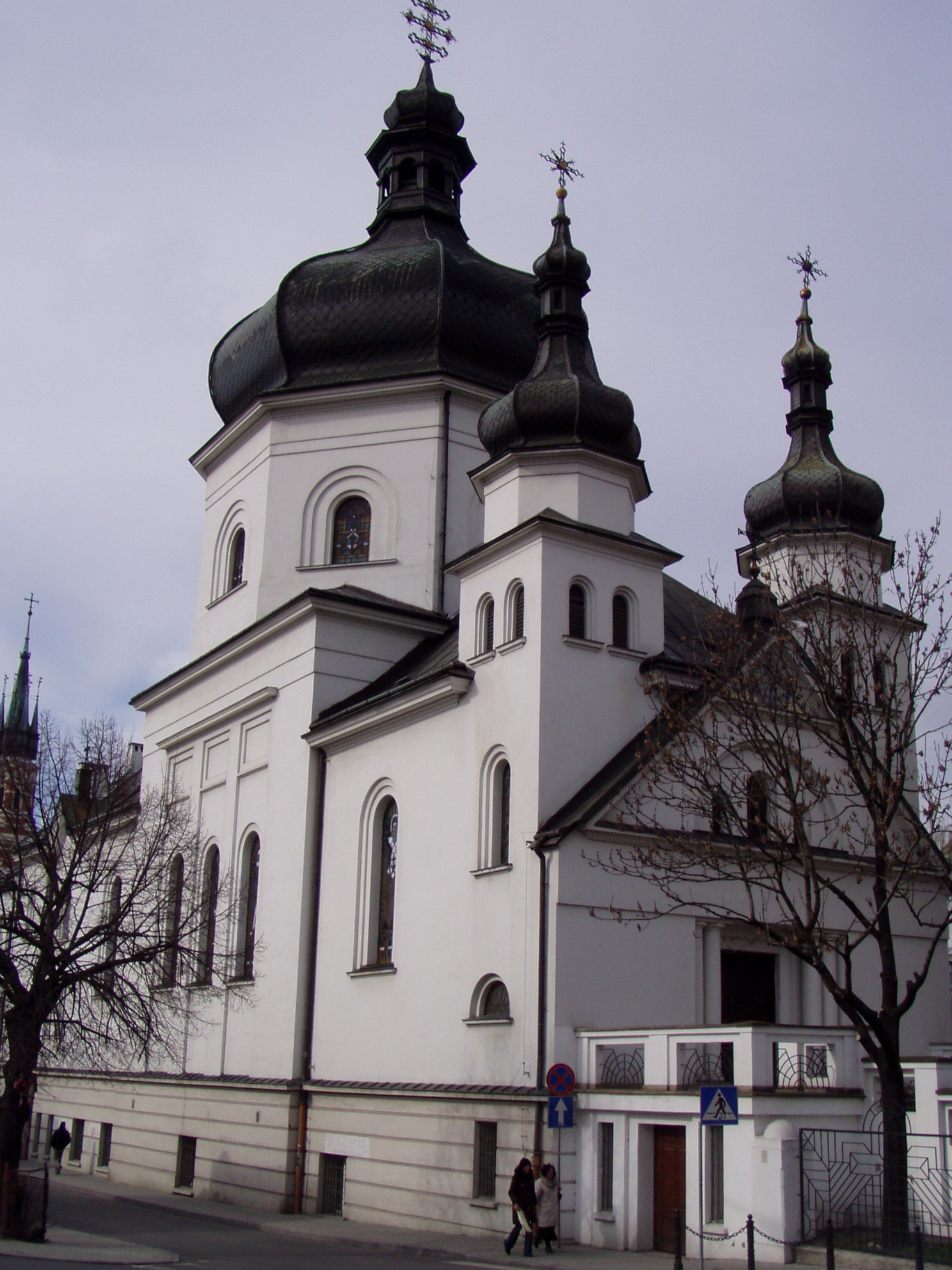
Kostel Panny Marie Bolestné a klášter baziliánů
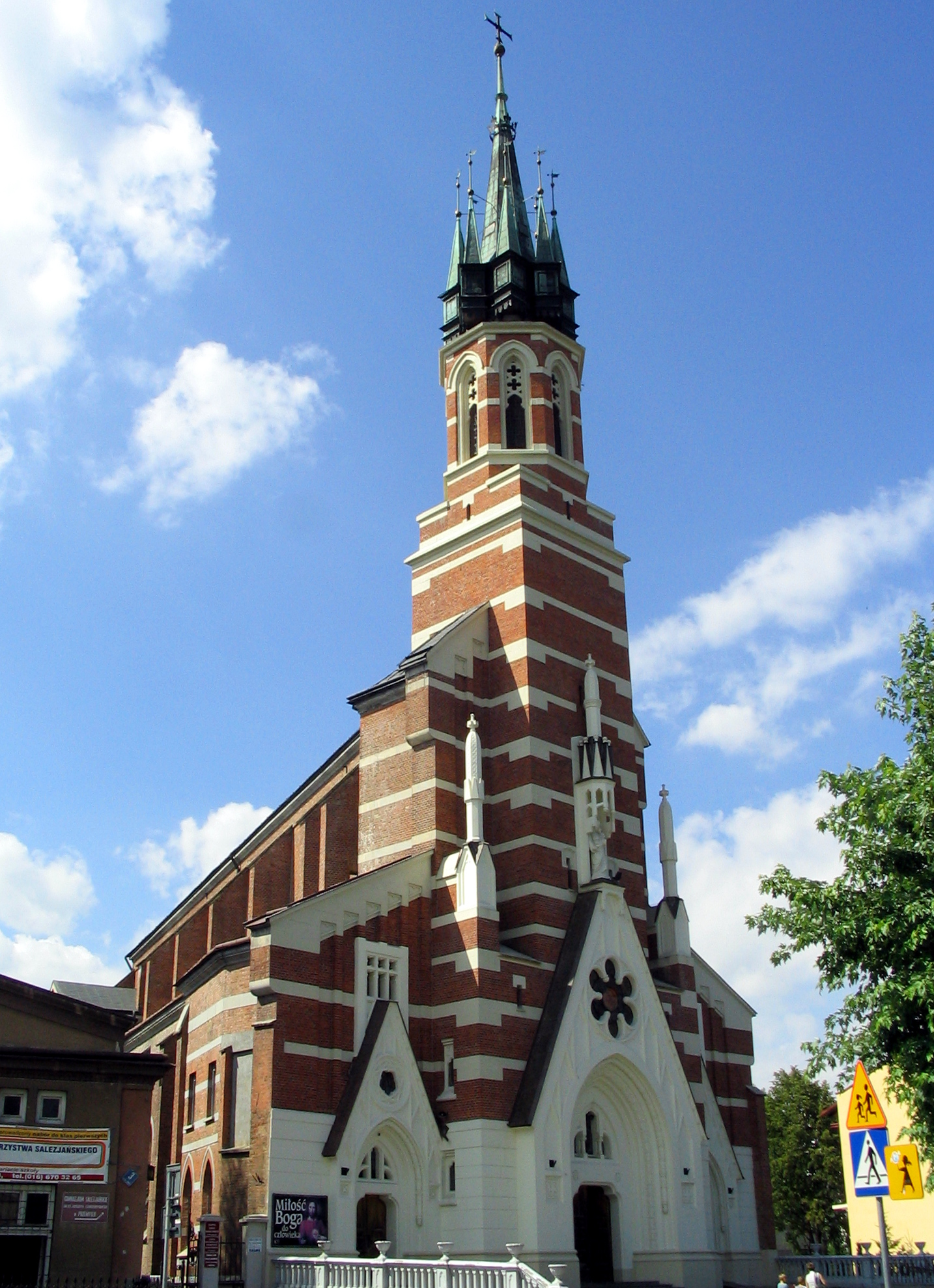
Kostel sv. Josefa
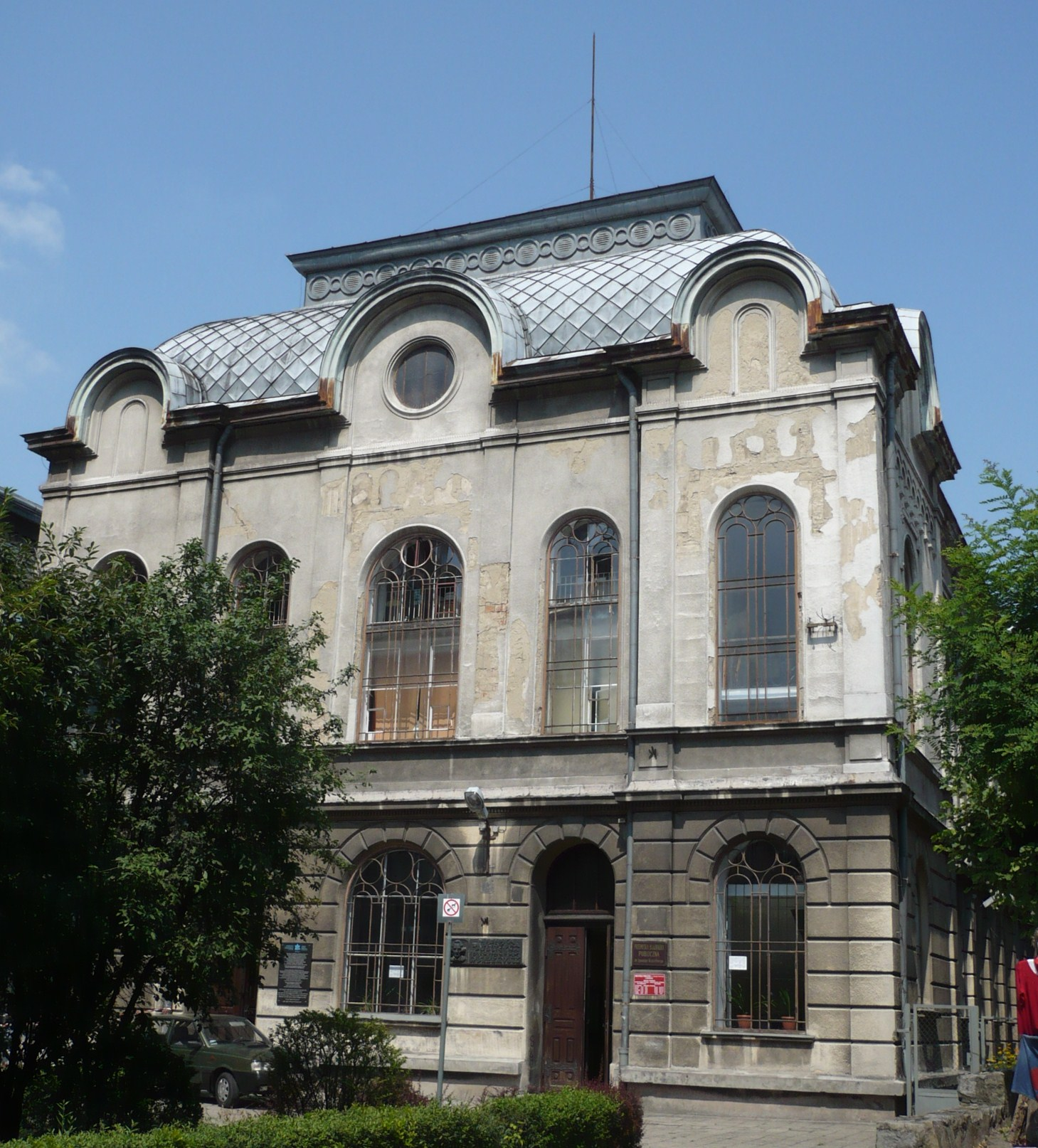
Nová synagoga
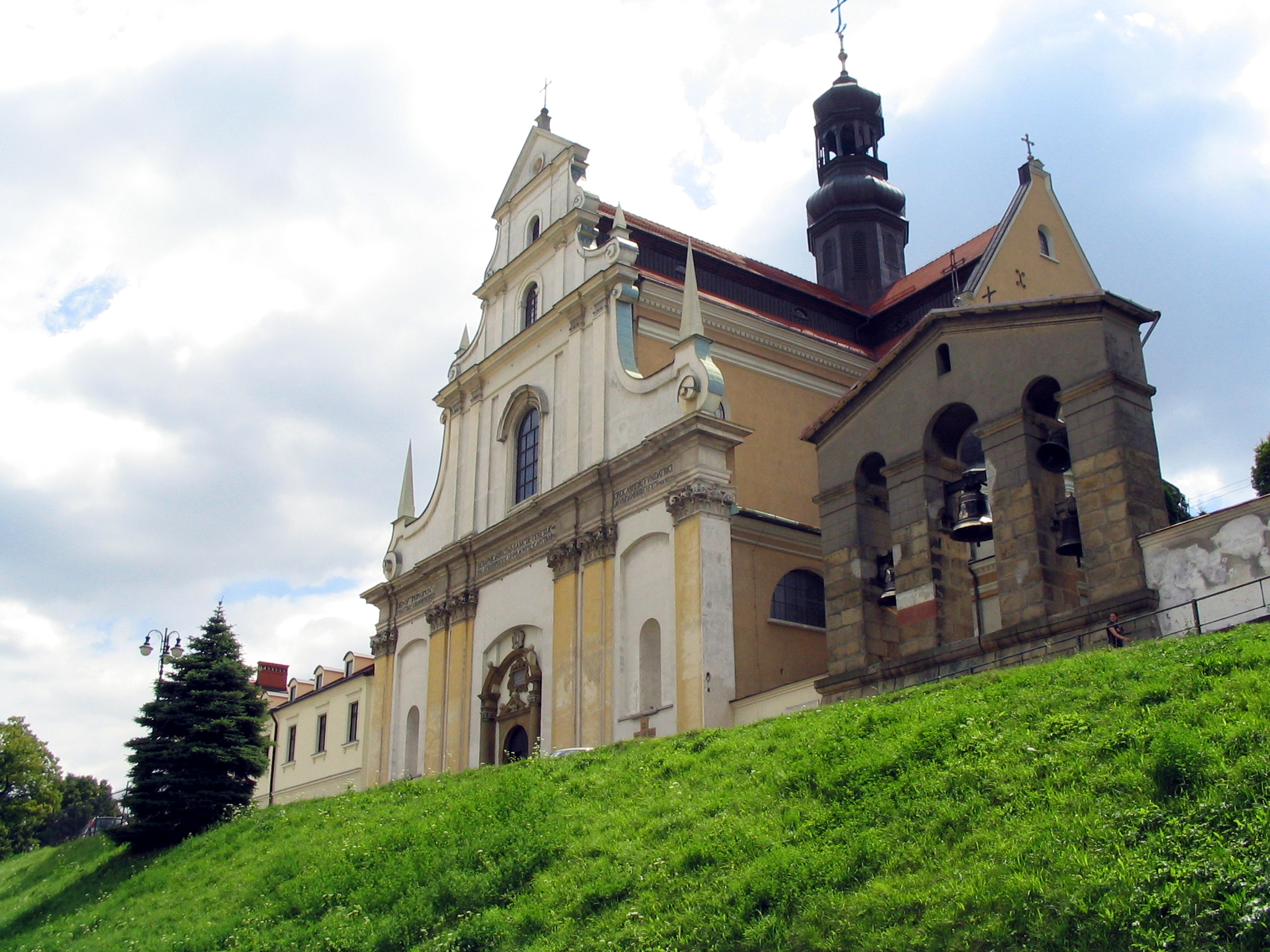
Kostel sv. Terezy se zvonicí
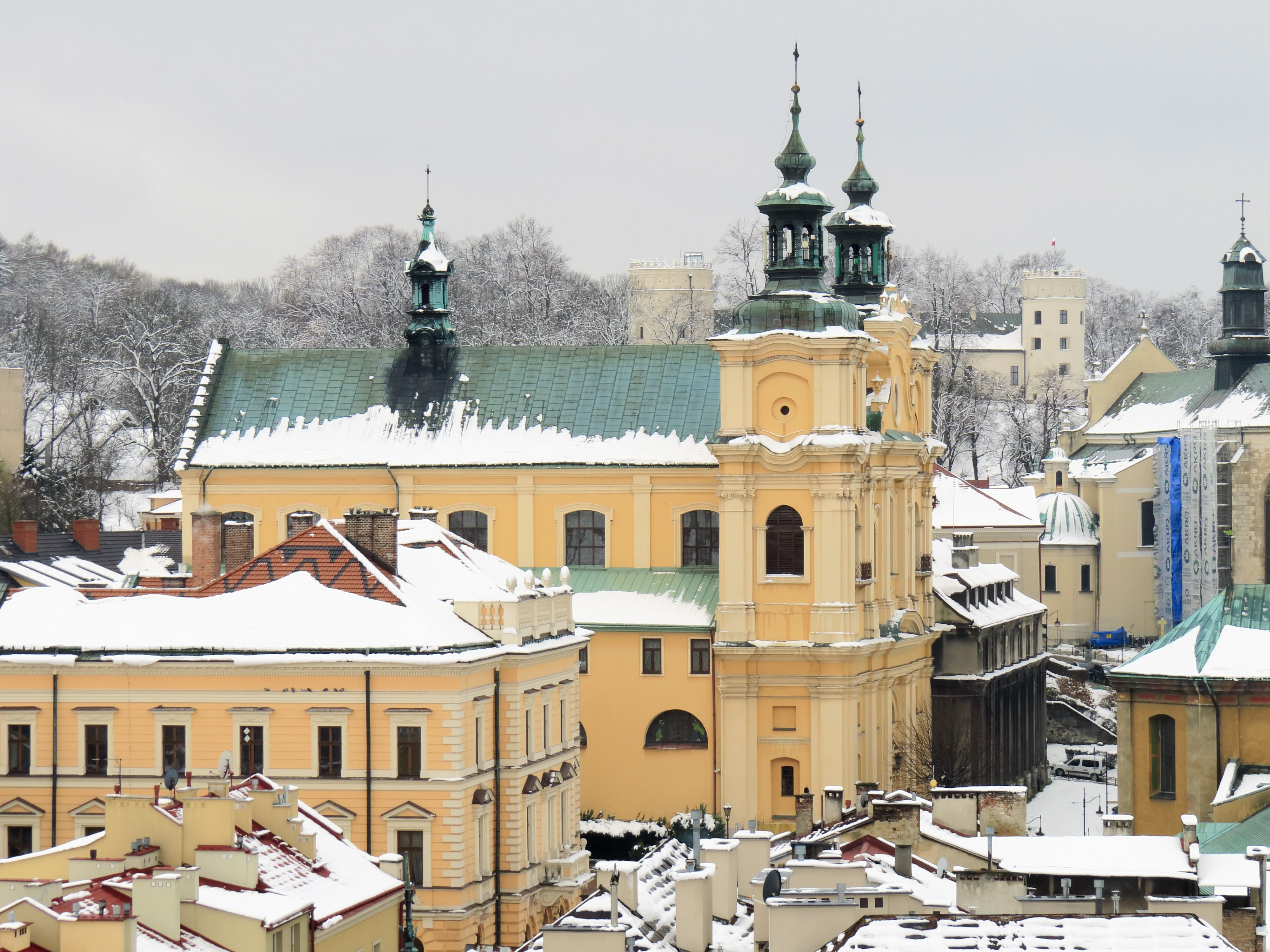
Kostel sv. Jana Křtitele - pohled z Hodinové věže

### Externí odkazy

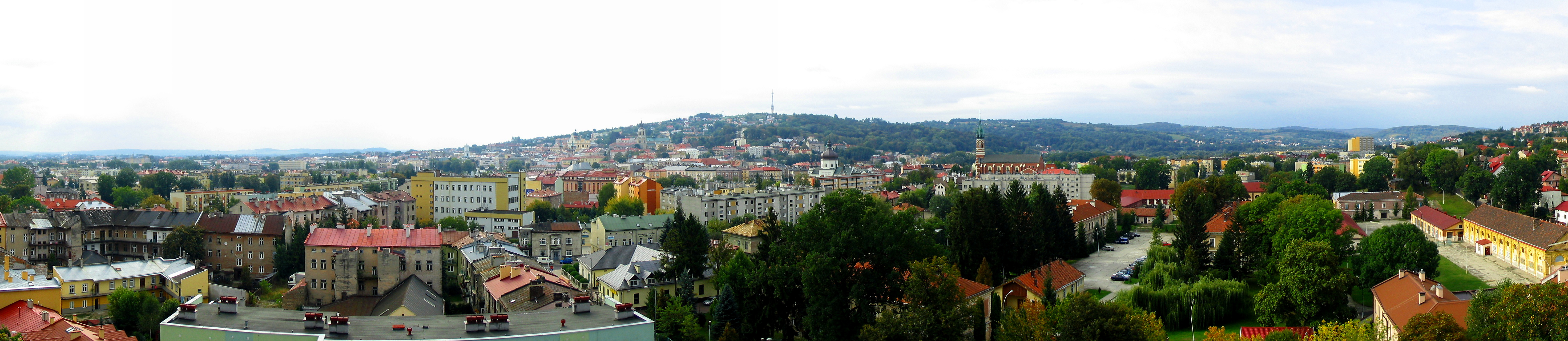
Panorama města ze čtvrti Zasanie.